# Cụm tập đoàn quân Bắc
Cụm tập đoàn quân Bắc (tiếng Đức: Heeresgruppe Nord) là một phiên hiệu đội hình tác chiến chiến lược cấp Cụm tập đoàn quân của Đức Quốc xã trong Thế chiến thứ hai, đặt dưới quyền chỉ huy của Bộ Tổng tư lệnh Lục quân (Oberkommando des Heeres - OKH). Địa bàn tác chiến chủ yếu của Cụm tập đoàn quân Bắc trong Chiến tranh Xô - Đức là các vùng lãnh thổ Baltic và miền bắc Nga cho đến năm 1944.

## Lịch sử

### Chiến dịch Ba Lan
Cụm tập đoàn quân Bắc được thành lập vào ngày 2 tháng 9 năm 1939 bằng cách tái tổ chức của Bộ chỉ huy Tập đoàn quân số 2 để chuẩn bị cho cuộc xâm lược Ba Lan. Tư lệnh đầu tiên là Thống chế Fedor von Bock, được bổ nhiệm vào ngày 27 tháng 8 năm 1939. Nhiệm vụ của Cụm tập đoàn quân Bắc là đảm trách mũi phụ công từ Bắc Phổ tiến đánh các đơn vị của Ba Lan đóng tại "Hành lang Ba Lan", vượt qua phòng tuyến này và tiến sâu vào đất Ba Lan. Các mục tiêu của Cụm tập đoàn quân Bắc đạt được hầu như không gặp trở ngại gì.
Sau khi chiến dịch kết thúc, Cụm tập đoàn quân Bắc được chuyển đến Mặt trận phía Tây và vào ngày 10 tháng 10 năm 1939 được đổi tên thành Cụm tập đoàn quân B.

### Trên chiến trường Liên Xô

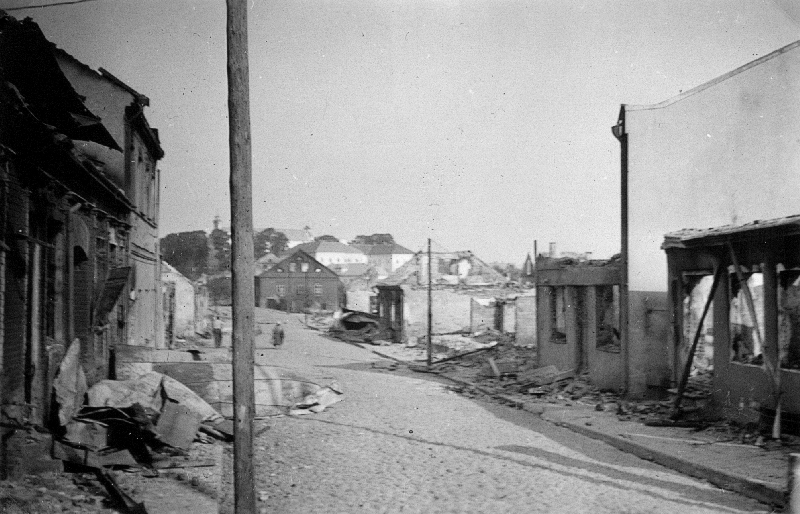
Thị trấn Tauragė bị phá hủy.

Để chuẩn bị cho Chiến dịch Barbarossa, Cụm tập đoàn quân Bắc được tái lập ngày 22 tháng 6 năm 1941, cải tổ từ Cụm tập đoàn quân C, do Thống chế Wilhelm von Leeb chỉ huy. Đội hình xuất phát của Cụm tập đoàn quân được bố trí ở Đông Phổ, với mục tiêu chiến lược là thành phố Leningrad, và mục tiêu chiến dịch là kiểm soát lãnh thổ của các nước cộng hòa vùng Baltic, và bảo vệ sườn phía bắc của Cụm tập đoàn quân Trung tâm ở chiến trường giữa phía Tây sông Dvina và ranh giới Daugavpils - Kholm. Nhiệm vụ cụ thể của các đơn vị thuộc quyền Cụm tập đoàn quân Bắc gồm: Tập đoàn quân số 18 tiến đánh trên suốt chiều sâu mặt trận  từ Koenigsberg đến Ventspils - Jelgava; Cụm thiết giáp số 4 với mục tiêu Pskov; và Tập đoàn quân số 16 - trên các hướng Kaunas, Daugavpils.

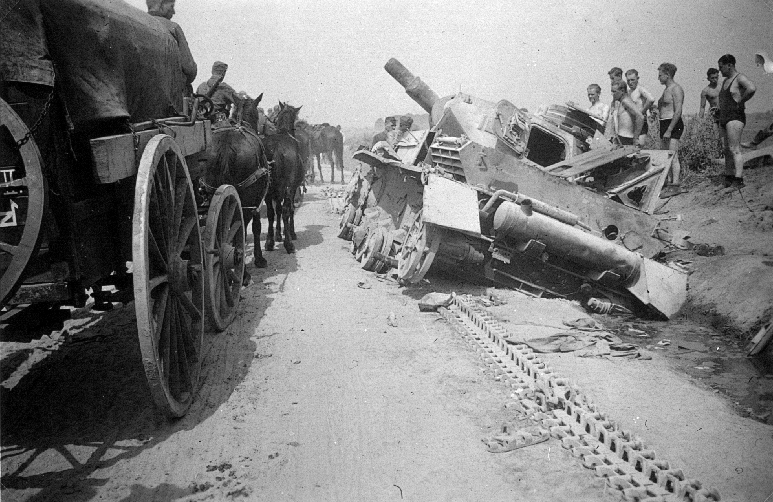
Một chiếc Panzerkampfwagen IV bị phá hủy ở gần Kaunas.

Khi chiến dịch tấn công Baltic của Wehrmacht bắt đầu, Cụm tập đoàn quân được triển khai vào Litva và bắc Belorussia. Tất cả các mục tiêu chiến dịch của Cụm tập đoàn quân như Tallinn đều đạt được, bất chấp sự kháng cự ngoan cường của Hồng quân và một số cuộc phản công bất thành như Trận Raseiniai. Cụm tập đoàn quân nhanh chóng và bắt đầu cuộc vây hãm Leningrad. Tuy nhiên, trong khi các quốc gia Baltic nhanh chóng bị chiếm đóng, thì Leningrad vẫn nằm dưới sự kiểm soát của Liên Xô. Thế trận bao vây Leningrad của Cụm tập đoàn quân duy trì cho đến tận năm 1944, khi mà Hồng quân thực hiện thành công chiến dịch tấn công chiến lược Leningrad-Novgorod, phá vỡ hoàn toàn được vòng vây.

### Thất bại ở Baltic và cái túi Kurland
Bước vào năm 1944, tình hình trên toàn chiến trường xấu đi nhanh chóng đối với quân Đức. Đặc biệt với Chiến dịch Bagration mùa hè năm 1944, Hồng quân Liên Xô đã đánh tan rã hầu như hoàn toàn Cụm tập đoàn quân Trung tâm, cánh quân mạnh nhất của quân Đức, đẩy lùi quân Đức trên hướng chính diện gần như trở về điểm xuất phát trước chiến tranh. Cũng như hướng chiến lược phía Nam, Cụm tập đoàn quân Bắc bị rơi vào thế cô lập, duy trì thế trận mong manh trước đòn đánh mãnh liệt sắp diễn ra của Hồng quân. Sườn phía Nam của Cụm tập đoàn quân tại khu vực Polotsk không được bảo vệ và bị Hồng quân uy hiếp nghiêm trọng, buộc tướng Paul Laux, chỉ huy Tập đoàn quân số 16, phải ra lệnh cho các đơn vị thuộc quyền rút lui dọc theo Düna đến Riga. Với cuộc phản công của Phương diện quân Leningrad tháng 1 năm 1944, Tập đoàn quân số 18 của Đức cũng đã bị đẩy lùi về Narva. Chỉ trong 2 tháng 9-10 năm 1944, các tập đoàn quân số 16 và 18 của Đức bị buộc phải rút về Kurland qua Riga, nơi chúng bị các Phương diện quân Baltic 1, 2 và 3 của Liên Xô vây bọc trong cái túi Kurland cho đến khi kết thúc cuộc chiến vào tháng 5 năm 1945.

### Cái kết trên đất Phổ

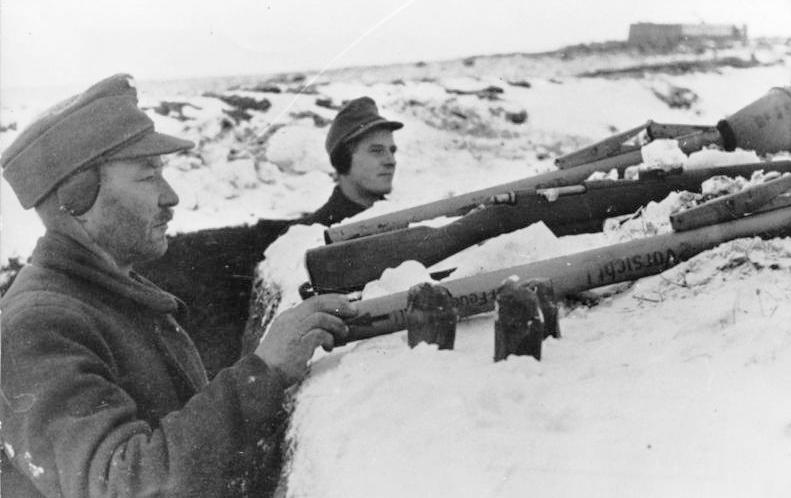
Quân Volkssturm của Đức Quốc xã triển khai phòng thủ ở Đông Phổ. 1945.

Sau khi bị Hồng quân dồn lại và vây bọc trong bán đảo Kurland, Cụm tập đoàn quân Bắc bị Hitler đổi phiên hiệu thành Cụm tập đoàn quân Kurland vào ngày 25 tháng 1 năm 1945. Hai ngày sau, một Cụm tập đoàn quân Bắc mới được thành lập tại Đông Phổ bằng cách đổi tên từ Cụm tập đoàn quân Trung tâm. Tuy nhiên, tình hình của Cụm tập đoàn quân Bắc mới này (tức Cụm tập đoàn quân Trung tâm cũ), cũng không khá khẩm hơn. Các đơn vị của nó bị Hồng quân dồn vào một khu vực hẹp xung quanh Königsberg ở Đông Phổ. Ngày 2 tháng 4 năm 1945, Cụm tập đoàn quân này được giải thể, bộ tham mưu của nó được biên chế lại để thành lập bộ chỉ huy Tập đoàn quân số 12. Nhưng chỉ một tuần sau, vào ngày 9 tháng 4 năm 1945, Königsberg cuối cùng đã rơi vào tay Hồng quân, mặc dù các nhóm tàn quân của Cụm tập đoàn quân vẫn tiếp tục kháng cự tại vùng ven biển Heiligenbeil và Danzig cho đến khi chiến tranh kết thúc ở châu Âu.

## Biên chế chủ lực

### Tháng 9 năm 1939
- Tập đoàn quân số 3
- Tập đoàn quân số 4
- Lực lượng dự bị gồm:
  - Sư đoàn thiết giáp số 10
  - Sư đoàn bộ binh 73
  - Sư đoàn bộ binh 206
  - Sư đoàn bộ binh 208

### Tháng 10 năm 1939
- Tập đoàn quân số 6
- Tập đoàn quân số 4

### Tháng 6 năm 1941
- Tập đoàn quân số 18
- Cụm thiết giáp số 4
- Tập đoàn quân số 16

### Tháng 10 năm 1941
- Tập đoàn quân số 16
- Tập đoàn quân số 18
- Sư đoàn Xanh (División Azul) của Tây Ban Nha được biên chế từ tháng 9 năm 1941

### Tháng 9 năm 1942
- Tập đoàn quân số 11
- Tập đoàn quân số 16
- Tập đoàn quân số 18

### Tháng 12 năm 1942
- Tập đoàn quân số 16
- Tập đoàn quân số 18

### Tháng 3 năm 1944
- Binh đoàn Narwa (Armeeabteilung Narwa)
- Tập đoàn quân số 16
- Tập đoàn quân số 18

### Tháng 10 năm 1944
- Tập đoàn quân số 16
- Binh đoàn Grasser (Armeeabteilung Grasser)
- Tập đoàn quân số 18

### Tháng 11 năm 1944
- Tập đoàn quân số 16
- Binh đoàn Kleffel (Armeeabteilung Kleffel)
- Tập đoàn quân số 18

### Tháng 12 năm 1944
- Tập đoàn quân số 16
- Tập đoàn quân số 18

### Tháng 2 năm 1945
- Binh đoàn Samland (Armeeabteilung Samland)
- Tập đoàn quân số 4

## Các chiến dịch tham gia
- Chiến dịch Ba Lan
- Chiến dịch Barbarossa
- Chiến dịch vây hãm Leningrad
- Chiến dịch tấn công Baltic
- Chiến dịch Nevsky Pyatachok
- Chiến dịch Nordlicht
- Chiến dịch Demyansk
- Trận bao vây Kholm
- Chiến dịch Toropets–Kholm
- Chiến dịch Vyelikiye Luki
- Trận Krasny Bor
- Trận Đầu cầu Narva
- Trận phòng tuyến Tannenberg
- Chiến trường Nam Estonia, 1944
- Chiến dịch Baltic (1944)
- Trận Porkuni
- Chiến dịch Vilnius
- Trận Memel
- Chiến dịch Đông Phổ
- Trận Königsberg
- Cuộc vây hãm Heiligenbeil
- Chiến dịch Đông Pomeranian
- Trận Kolberg
- Cuộc vây hãm Kurland

## Chỉ huy

### Tư lệnh
| STT | Ảnh | Họ tên                  | Thời gian sống | Thời gian tại nhiệm                  | Cấp bậc tại nhiệm                 | Ghi chú                                                                                           |
| --- | --- | ----------------------- | -------------- | ------------------------------------ | --------------------------------- | ------------------------------------------------------------------------------------------------- |
| 1   |     | Fedor von Bock          | 1880–1945      | tháng 8 năm 1939 - tháng 10 năm 1939 | Đại tướng (1938)                  | Thống chế (1940). Bị chết trong một trận oanh tạc ngày 4 tháng 5 năm 1945                         |
|     |     |                         |                |                                      |                                   |                                                                                                   |
| 2   |     | Wilhelm Ritter von Leeb | 1876–1956      | tháng 6 năm 1941 - tháng 1 năm 1942  | Thống chế (1940)                  | Bị truy tố là tội phạm chiến tranh nhưng được trả tự do sớm do bị giam giữ quá thời hạn án tuyên. |
| 3   |     | Georg von Küchler       | 1881–1968      | tháng 1 năm 1942 - tháng 1 năm 1944  | Đại tướng (1940) Thống chế (1942) | Bị truy tố là tội phạm chiến tranh và bị giam giữ đến tháng 2 năm 1953.                           |
| 4   |     | Walter Model            | 1891–1945      | tháng 1 năm 1944 - tháng 3 năm 1944  | Đại tướng (1942) Thống chế (1944) | Tự sát ngày 21 tháng 4 năm 1945                                                                   |
| 5   |     | Georg Lindemann         | 1884–1963      | tháng 3 năm 1944 - tháng 7 năm 1944  | Đại tướng (1942)                  | Bị bắt nhưng không bị truy tố và bị giam giữ đến tháng 5 năm 1948.                                |
| 6   |     | Johannes Frießner       | 1892–1971      | tháng 7 năm 1944                     | Đại tướng (1944)                  | Bị truy tố là tội phạm chiến tranh và bị giam giữ đến tháng 11 năm 1947.                          |
| 7   |     | Ferdinand Schörner      | 1892–1973      | tháng 7 năm 1944 - tháng 1 năm 1945  | Đại tướng (1944)                  | Thống chế (1945). Bị truy tố là tội phạm chiến tranh và bị giam giữ đến tháng 8 năm 1960.         |
|     |     |                         |                |                                      |                                   |                                                                                                   |
| 8   |     | Lothar Rendulic         | 1887–1971      | tháng 1 năm 1945 - tháng 3 năm 1945  | Đại tướng (1944)                  | Bị truy tố là tội phạm chiến tranh và bị giam giữ đến tháng 2 năm 1951.                           |
| 9   |     | Walter Weiß             | 1890–1967      | tháng 3 năm 1945 - tháng 4 năm 1945  | Đại tướng (1944)                  | Bị bắt nhưng không bị truy tố tội phạm chiến tranh và bị giam giữ đến tháng 3 năm 1948.           |

### Tham mưu trưởng
| STT | Ảnh | Họ tên                                             | Thời gian sống | Thời gian tại nhiệm                  | Cấp bậc tại nhiệm                                   | Ghi chú                                                                                              |
| --- | --- | -------------------------------------------------- | -------------- | ------------------------------------ | --------------------------------------------------- | --- |
| 1   |     | Hans von Salmuth                                   | 1891–1982      | tháng 9 năm 1939 - tháng 10 năm 1939 | Trung tướng (1939)                                  | Đại tướng (1943). Bị truy tố là tội phạm chiến tranh và bị giam giữ đến tháng 7 năm 1953.            |
|     |     |                                                    |                |                                      |                                                     | |
| 2   |     | Kurt Brennecke                                     | 1891–1982      | tháng 6 năm 1941 - tháng 1 năm 1942  | Trung tướng (1940)                                  | Thượng tướng Bộ binh (1942). Bị truy tố là tội phạm chiến tranh và bị giam giữ đến tháng 3 năm 1948. |
| 3   |     | Wilhelm Hasse                                      | 1894–1945      | tháng 1 năm 1942 - tháng 1 năm 1943  | Đại tá (1939) Thiếu tướng (1942) Trung tướng (1943) | Thượng tướng Bộ binh (1944). Bị thương nặng, bị bắt và qua đời tháng 5 năm 1945.                     |
| 4   |     | Eberhard Kinzel                                    | 1897-1945      | tháng 1 năm 1943 - tháng 7 năm 1944  | Thiếu tướng (1943) Trung tướng (1943)               | Thượng tướng Bộ binh (1945). Tự sát ngày 25 tháng 6 năm 1945.                                        |
| 5   |     | Oldwig von Natzmer                                 | 1904-1980      | tháng 7 năm 1944 - tháng 1 năm 1945  | Thiếu tướng (1944)                                  | Trung tướng (1945). Bị truy tố là tội phạm chiến tranh và bị giam giữ đến tháng 6 năm 1948.          |
|     |     |                                                    |                |                                      |                                                     | |
| 6   |     | Ulrich Freiherr von Varnbüler von und zu Hemmingen | 1907-1986      | tháng 1 năm 1945 - tháng 4 năm 1945  | Đại tá (1944)                                       | |